# 島田哲夫
島田 哲夫（しまだ てつお、1962年8月25日 - ）はスポーツ哲学研究者。

## 来歴
修道高等学校、同志社大学文学部文化学科 哲学・倫理学専攻卒業。兵庫教育大学大学院学校教育研究科修士課程(学校教育学)修了。
出版・PR会社 （株）ユー・ピー・ユー、広告代理店（株）ダイヤモンドエージェンシーを経て独立。
2000年からプロ契約社員として、東京ヴェルディ1969、2003年より湘南ベルマーレでマーケティングの最高責任者および大学・短大の非常勤講師として活躍。湘南ベルマーレ在籍中に、「世界初」となる大学とプロ・クラブ間の複合提携事業を手がけ、Jリーグ・クラブ、プロ野球球団、スペインのプロ・サッカークラブ、U.S.A.の大学にも大いなる影響を与える。
2007年よりスポーツマーケティング会社 島田事務所（株）の代表取締役として活躍。
2010年に妻と死別。同年10月よりボクシングWBAスーパーフェザー級世界チャンピオンの内山高志氏が所属するワタナベボクシングジム会員となり、トレーニングを積む。
2011年FC岐阜顧問に就任。その後、特任教授として芦屋大学経営教育学部経営情報学科スポーツマネジメントコースに勤務するかたわら、「スポーツクラブ21ひょうご」芦屋市推進委員会委員としても活躍。2019年ギラヴァンツ北九州営業部部長として「ギラヴァンツ北九州 スポーツ哲学研究所」に関わる。「ギラヴァンツ北九州 スポーツ哲学研究所」では、日本を代表する哲学者である野矢茂樹氏による設立記念講演会を実施。以降、北九州市内の大学などでの講演会活動をなどを行う。
これまでに同氏が経営およびマーケティング分野で関与してきたプロサッカークラブは、国内では、東京ヴェルディ、湘南ベルマーレ、清水エスパルス、ジェフユナイテッド市原・千葉、アビスパ福岡、FC岐阜、サガン鳥栖、ギラヴァンツ北九州の計8クラブ。海外では、CAオサスナ（スペイン）、FCバルセロナ（スペイン）、レギア・ワルシャワ（ポーランド）、インシー・ポリス・ユナイテッド（タイ）、プノンペン・クラウン（カンボジア）、レアル・ソシエダ、SDエイバル（スペイン）の計7クラブ、総計15クラブに及ぶ。
現在は、スポーツ哲学の研究に専念する。

## 著書
- 『新発想「日本型市民スポーツクラブ」の創り方―市民遺産としての省察』ぶんか社、2007年、ISBN 9784821109463
- 『スポーツ哲学入門ーオリンピック・レガシーのために』（2018年、論創社）
- 『スポーツ哲学者と共に考える「みんなのサッカー幸福論」』（2021年、Kindle）